# Feuillade (Charente)
Feuillade è un comune francese di 308 abitanti situato nel dipartimento della Charente, nella regione della Nuova Aquitania.

## Società

### Evoluzione demografica
Abitanti censiti